# Günter Schwannecke

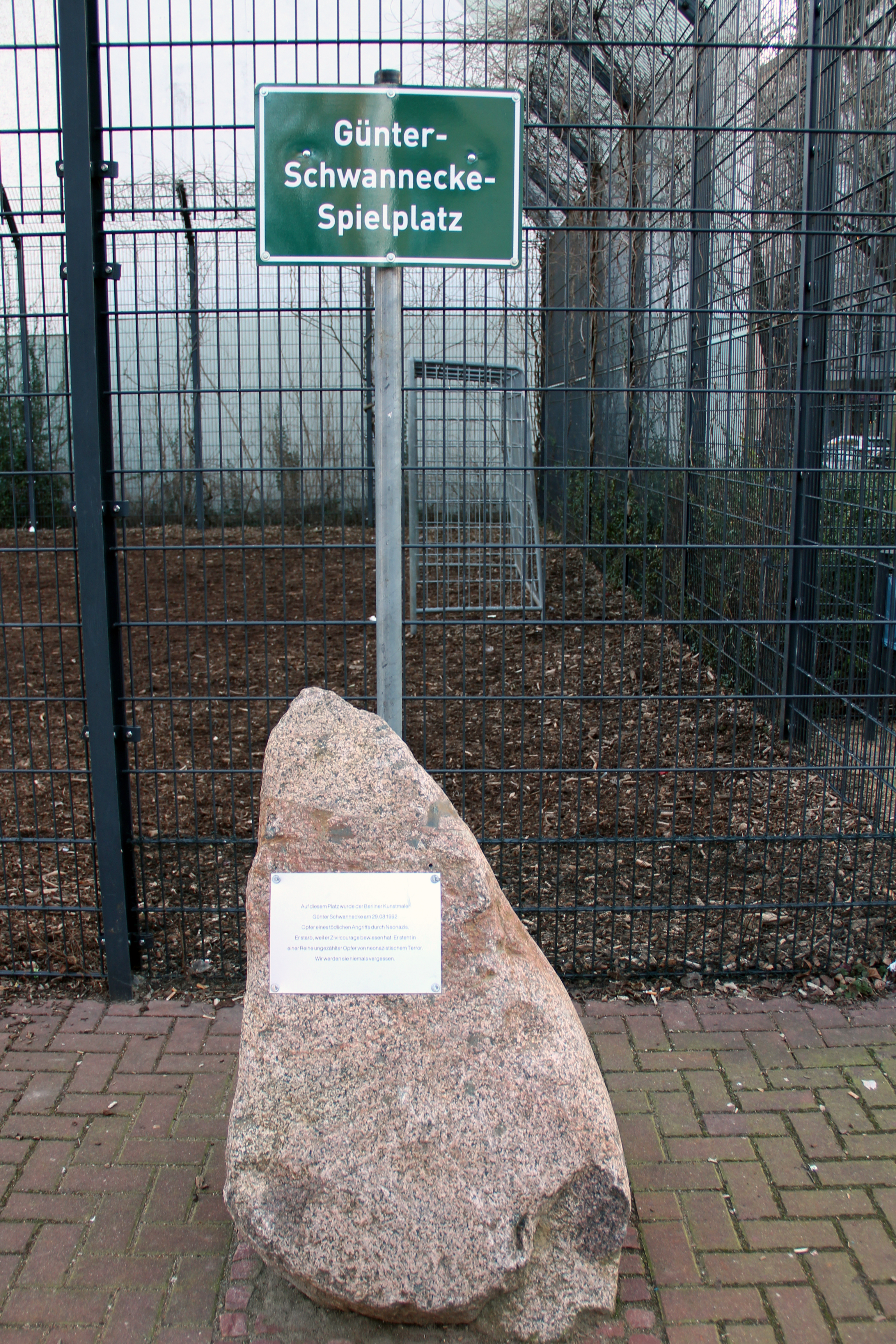
Gedenkstein und Schild am Günter-Schwannecke-Spielplatz in der Pestalozzistraße in Berlin-Charlottenburg

Günter Heinrich Hermann Schwannecke (* 6. Juli 1934 in Braunschweig; † 5. September 1992 in Berlin) war ein deutscher Maler, der 1992 Todesopfer rechtsextremer Gewalt wurde. Er erlag den Verletzungen, die ihm ein Neonazi mit einem Baseballschläger zugefügt hatte, nachdem Schwannecke Zivilcourage bei einer rassistischen Bedrohung gezeigt hatte.

## Leben
Günter Schwannecke wurde in Braunschweig geboren und besuchte dort das Gymnasium Raabeschule. Seine Schulzeit wurde unterbrochen, als er während des Zweiten Weltkriegs nach Goslar evakuiert wurde. Anschließend an seine schulische Laufbahn begab er sich 1950 in eine Ausbildung zum Positivretoucheur und studierte daraufhin ab 1954 an der Werkkunstschule Braunschweig. Ab 1955 studierte Schwannecke freie Malerei an der Staatliche Akademie der Bildenden Künste in Stuttgart, die er aufgrund eines Begabtenstipendiums besuchen konnte und frühzeitig abschloss.
In München arbeitete er bis 1962 als Positivretoucheur bei Triumph-Miederwaren. Zwischenzeitlich illustrierte er die Studierendenzeitung „Semesterspiegel“ aus Münster. 1960 und 1961 stellten Galerien in Münster, Fulda (Galerie Junge Kunst) und Braunschweig seine Kunst aus. Er selbst eröffnete in Braunschweig eine Galerie, während er freiberuflich weiter als Positivretoucheur unter anderem bei Volkswagen arbeitete. Im Sommer 1962 brachen in München die Schwabinger Krawalle los. Verursacht wurden diese durch den Versuch der Polizei, jugendliche Straßenmusikanten festzunehmen, nachdem diese noch nach 22 Uhr Musik spielten. Günter Schwannecke geriet dabei in die Auseinandersetzung zwischen berittener Polizei und bis zu 40.000 Jugendlichen in den darauffolgenden Tagen.
Von 1964 lebte Günter Schwannecke in einer Ehe mit der Balletttänzerin Renate Heuer in Berlin. Diese verstarb 2 Jahre später, was für Schwannecke einen schweren Schlag darstellte. In dieser Zeit zog Schwannecke nach West-Berlin. Hier konnte er sich zunächst an einigen Ausstellungen beteiligen und der Stern veröffentlichte einen Beitrag über seine Kunst. Günter Schwannecke gab das meiste seiner Einnahmen wieder aus, sorgte aber nicht langfristig für finanzielle Stabilität, weshalb er 1976 verarmt zurück nach Braunschweig ging. Anfang der 1980er Jahre zog es ihn erneut nach Berlin. Hier hatte er Schwierigkeiten, seine Ausstellungen zu finanzieren, stellte aber nachweislich mehrfach seine Kunst in den Berliner Mehringhöfen aus. Wohnhaft war Günter Schwannecke zu der Zeit in einer Wohngemeinschaft in Berlin-Charlottenburg. Günter Schwannecke stand zu diesem Zeitpunkt der Hausbesetzerszene nahe und beteiligte sich Demonstrationen. 1992 wurde er zeitweise obdachlos, kam aber in einer Unterkunft im Städtischen Wohnheim am Friedrich-Olbricht-Damm in Charlottenburg-Nord unter.
Im Laufe seines Bildungs- und Arbeitslebens kreuzten sich die Wege von Günter Schwannecke und Bruno Müller-Linow und Manfred Henninger, bei denen er in Braunschweig und Stuttgart studierte, sowie Hans Purrmann, den er bei einem Aufenthalt auf der italienischen Insel Ischia 1958 kennenlernte. An seiner Ausstellung 1961 in Braunschweig beteiligten sich auch Joachim Kuschel und Peter Kalkhof.

## Tathergang
Am Abend des 29. August 1992 näherten sich die Neonazis Norman Zühlke und Hendrik Jähn einigen Studierenden aus Sri Lanka, die sich auf einem Spielplatz in Berlin-Charlottenburg aufhielten. Die beiden Neonazis äußerten rassistische Beleidigungen und Drohungen, verließen den Spielplatz aber zunächst wieder. Im weiteren Verlauf des Abends kehrten sie bewaffnet zurück. Norman Zühlke brachte einen Baseballschläger mit, um „seinen Worten vor den zahlenmäßig überlegenen Ausländern Nachdruck verleihen zu können“, wie es später im Gerichtsurteil festgehalten wurde. Die Täter gingen gezielt auf die zwei zu diesem Zeitpunkt verbliebenen Studierenden zu und drohten diesen erneut mit Gewalt. Ebenfalls zu diesem Zeitpunkt am Spielplatz zugegen waren Günter Schwannecke und der Kunstmaler Hagen Knuth. Als sie den Angriff der beiden Neonazis mitbekamen, mischten sie sich verbal ein und bezogen Stellung gegen die Neonazis. Diese ließen daraufhin von den Studierenden ab und gingen auf Schwannecke und Knuth zu. Norman Zühlke schlug daraufhin mit dem mitgebrachten Baseballschläger mehrfach auf die beiden ein und verletzte beide schwer. Günter Schwannecke verstarb am 5. September 1992 an den Folgen der erlittenen Schädeldachfrakturen. Hagen Knuth wurde nach zwölf Tagen Krankenhausaufenthalt wieder entlassen und litt noch längere Zeit unter Kopfschmerzen. Das Gericht wertete die Schläge gegen ihn ebenfalls als „akut lebensbedrohend“.

## Ermittlungen
Norman Zühlke wurde noch am Abend der Tat von der Polizei festgenommen. Ein Ehepaar hatte den Angriff vom Balkon beobachtet und die Polizei alarmiert. Zühlke hatte den Baseballschläger und sein T-Shirt in seinem Wohnumfeld hinterlassen. Als die Polizei ihn festnahm, stellten sie ein Holster, ein Magazin und Gaspatronen sicher. Hendrik Jähn wurde zwei Tage später in seinem Wohnumfeld festgenommen.
Laut eines Polizeivermerks wurde festgestellt, dass Zühlke mit dem späteren V-Mann „Piatto“ des brandenburgischen Verfassungsschutzes befreundet ist, mit dem er eine deutsche Sektion des Ku-Klux-Klans gründen wolle. Im polizeilichen Schlussbericht wird die Tat auf eine „aufgeheizte Stimmung“ zurückgeführt. Die Zugehörigkeit der Täter zur Skinhead-Szene wurde nicht genauer untersucht. Im polizeilichen Schlussbericht heißt es, dass keiner einer „festen Gruppierung“ angehört habe. Angeklagt wird nur Norman Zühlke, Hendrik Jähn wird in der Anklageschrift als Zeuge geführt.
In der Anklageschrift wird Zühlkes Zugehörigkeit zur Skinhead-Szene aufgegriffen. Es heißt, dass dieser „nach eigenen Angaben“ ein „recht begeisterter Anhänger der politisch rechten Szene“ war, sich aber mittlerweile davon distanziert haben will. Zühlkes Distanzierung von der rechten Szene wird vom psychologischen Gutachten des Gerichts als Versuch gewertet, „ein Bild von sich zu entwerfen, von dem er meint, dass es günstig für ihn sei“.
Die 29. große Strafkammer des Landgerichts Berlin verurteilte Norman Zühlke am 22. Februar 1993 wegen Körperverletzung mit Todesfolge in Tateinheit mit gefährlicher Körperverletzung zu einer Freiheitsstrafe von sechs Jahren. Das Urteil geht auf die Zugehörigkeit Skinhead-Szene ein und stützt sich dabei auf das psychiatrische Gutachten. Auch hier wird Zühlke als eher unpolitisch, aber auf Gemeinschaft bzw. Kameradschaft bedachte Person beschrieben, wobei eine Formulierung, dass Zühlke „jedoch einmal in Rudolfstadt an einer Demonstration der rechtsradikalen Szene zum Gedenken an Rudolf Heß“ teilgenommen habe, Zweifel an dieser Darstellung äußert.
Das Antifaschistische Infoblatt sah es dagegen als erwiesen an, dass Zühlke nicht bloß ein politischer Mitläufer gewesen sei. Laut dessen Recherchen war Zühlke bereits sehr aktiv dabei, gemeinsam mit „Piatto“ den deutschen Ku-Klux-Klan Ableger „White Storm Berlin“ zu betreiben, indem sie beispielsweise bereits gemeinsam das zur Organisation gehörige Fanzine „Feuerkreuz“ verbreiteten. Auch nach seiner Haft war Zühlke weiter in der rechtsextremen Szene aktiv, nun vor allem bei den Hammerskins.

## Gedenken

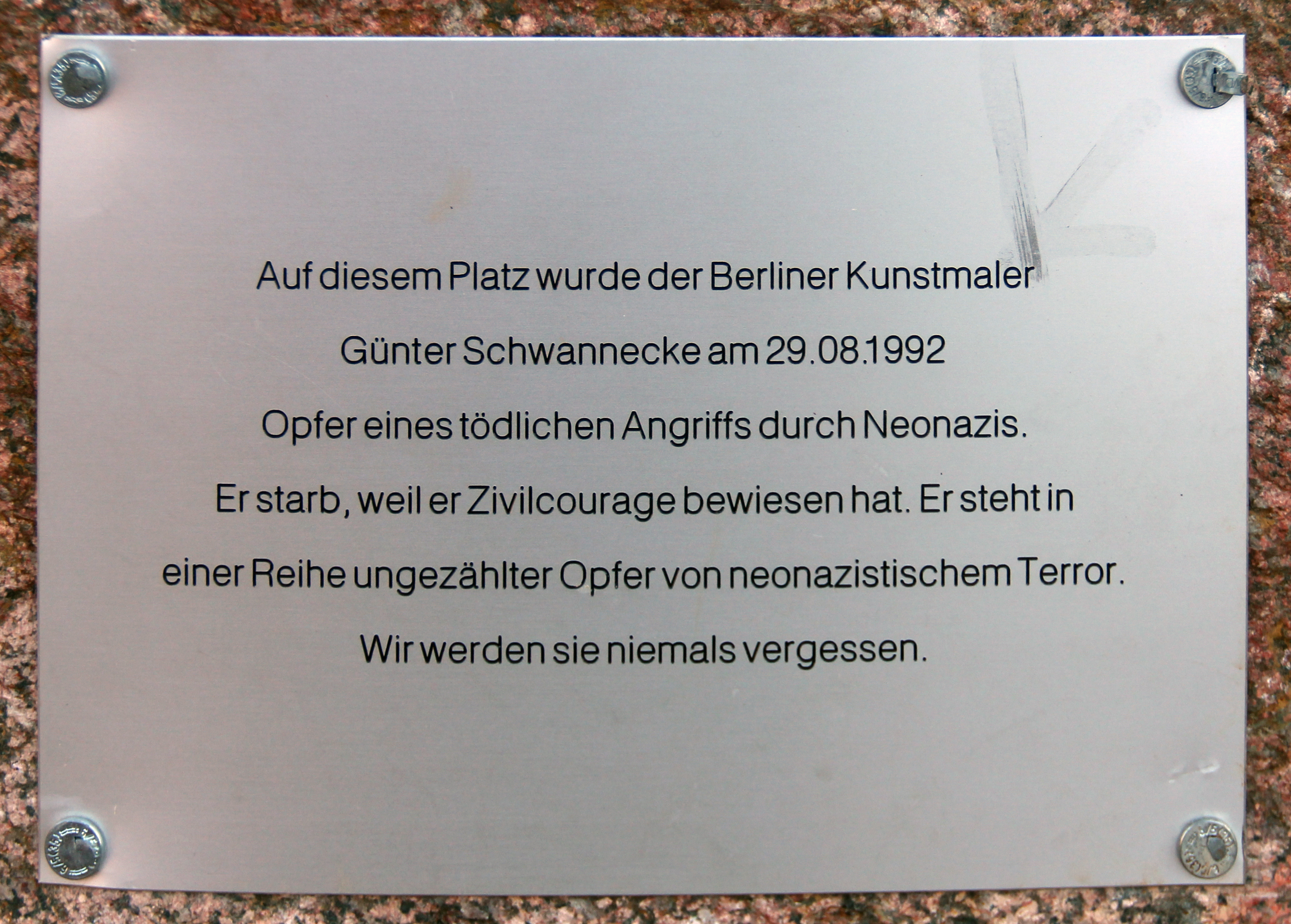
Gedenkplakette

Im Jahr 2012 fand sich eine Gedenkinitiative zusammen, die Gedenkveranstaltungen durchführt und sich 2013 erfolgreich die für Benennung des Spielplatzes nach Günter Schwannecke einsetzte, auf dem sich der Angriff zutrug. Ebenfalls wurde dort ein Gedenkstein errichtet, auf dem eine Tafel auf den Angriff und die Opfer verweist.
Der Berliner Senat erörterte 2021, dass auf eine Klassifizierung des Falles als politisch motivierte Kriminalität verzichtet wird, da das Gericht damals kein politisches Motiv ermitteln konnte. Im Jahr 2015 gab das Berliner Landeskriminalamt eine Studie in Auftrag, die den politischen Hintergrund mehrerer Verdachtsfälle rechter Tötungsdelikte untersuchen sollte. Das Zentrum für Antisemitismusforschung der Technischen Universität Berlin veröffentlichte 2018 die Ergebnisse dieser Studie, aufgrund derer auch Günter Schwannecke als Todesopfer rechter Gewalt nachgemeldet wurde.